# Петрович, Соня
Соня Петрович (серб. Соня Петровић; род. 18 февраля 1989 в Белграде, Югославия) — сербская профессиональная баскетболистка, выступавшая в женской национальной баскетбольной ассоциации (ВНБА). Играет на позиции лёгкого форварда.
В составе национальной сборной Сербии завоевала бронзовые медали летних Олимпийских игр в Рио-де-Жанейро и принимала участие в Олимпийских играх 2020 года в Токио, кроме этого стала победительницей чемпионата Европы 2015 года в Венгрии и Румынии и чемпионата Европы 2021 года в Испании и Франции и выиграла бронзовые медали чемпионата Европы 2019 года в Сербии и Латвии.

## Карьера
Соня начала свою карьеру в «Црвене звезде». С 2006 года играла за команду «УБ-Барса» из Испании. В сезоне 2007/2008 года Петрович выступала за Французский клуб «Бурж».
В 2008 году подписала контракт с клубом «Спарта&К», где стала два раза чемпионом Евролиги в 2009 и 2010 году.
В 2014 году Соня Петрович подписала контракт с клубом «УСК Прага», с которым в 2015 году снова стала чемпионом Евролиги.

## ЖНБА
Начала играть в ЖНБА в 2012 году за клуб «Чикаго Скай». С 2016 года выступает за «Финикс Меркури».

## Достижения
- Бронзовый призёр Олимпийских игр (2016)
- Чемпион Европы 2015 года
- Чемпион Евролиги: 2009, 2010, 2015
- Лучший молодой игрок ФИБА-Европа: 2007[3]